# Aechmea brachystachys
Aechmea brachystachys es una especie fanerógama del género Aechmea. Esta especie es endémica de Perú. Se la ha hallado sólo como un tipo local cerca de Loreto y lista como "críticamente amenazado."